# مارسيلو فلوريس
مارسيلو فلوريس (بالإسبانية: Marcelo Flores)‏ هو لاعب كرة قدم كندي ومكسيكي، ولد في 1 أكتوبر 2003 في كندا.

## وصلات خارجية
- مارسيلو فلوريس على موقع قاعدة بيانات كرة القدم.إي يو (الإنجليزية)
- مارسيلو فلوريس على موقع ناشيونال فوتبول تيمز (الإنجليزية)
- مارسيلو فلوريس على موقع Soccerbase.com (لاعب) (الإنجليزية)
- مارسيلو فلوريس على موقع Soccerway.com (الإنجليزية)
- مارسيلو فلوريس على موقع عالم كرة القدم.نت (الإنجليزية)